# Phobophorus
Phobophorus paccatus es una  especie de coleóptero adéfago de la familia Carabidae y el único miembro del género monotípico Phobophorus.